# Luz de Almeida
Artur Augusto Duarte da Luz de Almeida, conhecido na época e historicamente como Luz de Almeida (Alenquer, 25 de Março de 1867 – Lisboa, 4 de Março de 1939) foi um bibliotecário, arquivista, panfletista, franco-mação, carbonário e político português. Foi o fundador, principal dirigente e dinamizador das organizações secretas e clandestinas Maçonaria Académica e da Carbonária Portuguesa.

## Biografia social e política
Fez o Curso dos Liceus e Superior de Letras em Lisboa.
Bibliotecário e arquivista, começou como ajudante de conservador da Biblioteca Municipal da Rua do Saco.
Iniciou-se na Maçonaria em 1897 na R∴L∴ Luís de Camões do então Grande Oriente de Portugal dissidência minoritária e fugaz (1897 até 1909) do então Grande Oriente Lusitano Unido, e foi depois fundador e Venerável, em 1900, da R∴L∴ Montanha um Mestre influente e incontornável do então Grande Oriente Lusitano Unido.
De entre os inúmeros folhetos de propaganda que escreveu é-lhe atribuída a Cartilha do Cidadão, amplamente distribuído pelos regimentos, mas que na realidade foi redigida por Machado dos Santos.
Morador em São Vicente de Fora na cidade de Lisboa, e repetidamente denunciado como conspirador, foi preso pela polícia nas vésperas do 28 de Janeiro de 1908 nas vésperas da Janeirada, também conhecido como Golpe do elevador da Biblioteca, e ficaria detido até 6 de Fevereiro de 1908.
É forçado a exilar-se em 1909, depois de o implicarem num homicídio que deu muito que falar nesse ano e que ficou conhecido como o "crime de Cascais", para escapar ao mandato de captura policial, António Maria da Silva obriga Luz Almeida a fugir no automóvel de Américo de Oliveira, o exílio decorreu primeiro na Bélgica e a partir de 22 de Janeiro de 1909 em França, volta depois da Proclamação da República Portuguesa em 5 de Outubro de 1910.
Quando voltou tornou-se conservador da Biblioteca Municipal da Rua do Saco, foi eleito deputado da Assembleia Nacional Constituinte em 1911 pelo círculo de Lisboa-Oriental mas não chegou a assumir o cargo na mesma pois nesse ano deslocou-se para o norte a fim de assumir a direcção dos grupos da Carbonária, que lutavam contra a primeira incursão monárquica, a Monarquia do Norte.
Foi nomeado Inspector das Bibliotecas Populares e Móveis na reorganização dos Serviços das Bibliotecas e Arquivos Nacionais e publicou no âmbito desse trabalho, em 1918, Bibliotecas Populares e Móveis em Portugal, Relatório.

Faleceu em Lisboa, aposentado da sua função de conservador de Biblioteca, em 4 de Março de 1939 tendo antes colaborado, em 1932 na História do Regime Republicano em Portugal, no Capítulo: A obra revolucionária da propaganda: as sociedades secretas dirigida pelo historiador republicano Luís de Montalvor, texto este incontornável para quem queira entender a história da Carbonária Portuguesa.

## Funções políticas
Cargos políticos que desempenhou:
- Deputado eleito da Assembleia Nacional Constituinte em 1911 pelo círculo de Lisboa-Oriental;[1]
- Inspector das Bibliotecas Populares e Móveis na reorganização dos Serviços das Bibliotecas e Arquivos Nacionais.

## Funções maçónicas
- Iniciado em 1897 na R∴L∴ Luís de Camões do então Grande Oriente de Portugal dissidência do então Grande Oriente Lusitano Unido;
- Fundador e Venerável, em 1900, da R∴L∴ Montanha do então Grande Oriente Lusitano Unido entre 1900 e 1909 e de 1910 até data desconhecida;
- Representante no Concelho da Ordem da R∴L∴ Montanha do Grande Oriente Lusitano Unido enquanto exerceu as funções de seu Venerável Mestre;
- Inspector geral em 1905 do Grande Oriente Lusitano Unido, elaborando um relatório sobre a sua situação, que foi publicado no Anuário desta Obediência Maçónica;[7]
- Grande Secretário Maçónico do Governo Federal do Grande Oriente Lusitano Unido.

## Obras publicadas
- Cartilha do Cidadão: diálogos entre o médico militar Dr. João Ribeiro e João Magala, Lisboa, 1909;
- Bibliotecas Populares e Móveis em Portugal, Relatório, Lisboa, 1918;
- História do Regime Republicano em Portugal, colaborador escrevendo o Capítulo: A obra revolucionária da propaganda: as sociedades secretas (pp. 202–56, Vol II), dirigida por MONTALVOR, Luís de. Lisboa, 1932.

## Nos média
Aparece como personagem (interpretada pelo actor João Grosso) da série de TV O Dia do Regicídio, evocativa do centenário do Regicídio de 1908.